# Horst Hagen
Horst Hagen (n. 10 ianuarie 1950, Kuhsdorf⁠(d), Brandenburg, Germania) este un voleibalist ce a reprezentat Republica Democrată Germană, medaliat olimpic. A participat la o ediție a Jocurilor Olimpice (1972) în care a câștigat o medalie de argint.

## Participări
Lista de mai jos prezintă principalele competiții la care a participat Horst Hagen de-a lungul carierei.
- volleyball at the 1972 Summer Olympics – men's tournament[*]